# NGC 925
NGC 925 est une galaxie spirale barrée rapprochée et située dans la constellation du Triangle. NGC 925 a été découverte par l'astronome germano-britannique William Herschel en 1784.

## Caractéristiques
La classe de luminosité de NGC 925 est IV et elle présente une large raie HI. Elle renferme également des régions d'hydrogène ionisé. La base de données NASA/IPAC soutient que c'est une galaxie du champ, c'est-à-dire qu'elle n'appartient pas à un amas ou un groupe et qu'elle est donc gravitationnellement isolée. Il s'agit sans doute d'une erreur, car NGC 925 fait partie du groupe de NGC 1023.
En raison d'une brillance de surface égale à 14,58 mag/am2, on peut qualifier NGC 925 de galaxie à faible brillance de surface (LSB en anglais pour low surface brightness). Les galaxies LSB sont des galaxies diffuses (D) avec une brillance de surface inférieure de moins d'une magnitude à celle du ciel nocturne ambiant.

### Distance
Sa vitesse par rapport au fond diffus cosmologique est de 326 ± 16 km/s, ce qui correspond à une distance de Hubble de 4,81 ± 0,41 Mpc (∼15,7 millions d'al).
À ce jour, 55 mesures non basées sur le décalage vers le rouge (redshift) donnent une distance de 7,810 ± 1,968 Mpc (∼25,5 millions d'al), ce qui est à l'extérieur des valeurs de la distance de Hubble. Étant donné la proximité de cette galaxie avec le Groupe local, cette valeur est sans doute plus près de la distance réelle de NGC 925.

### Morphologie
NGC 925 a été utilisée par Gérard de Vaucouleurs comme une galaxie de type morphologique SAB(s)d dans son atlas des galaxies,.

### Luminosité dans l'infrarouge
La luminosité de la galaxie de NGC 925 dans l'infrarouge lointain (de 40 à 400 µm)  est égale à 2,09 × 109 {\displaystyle L_{\odot }} (109,32{\displaystyle L_{\odot }}) et sa luminosité totale dans l'infrarouge (de 8 à 1 000 µm) est de 2,51 × 109 {\displaystyle L_{\odot }} (109,40{\displaystyle L_{\odot }}).

## Groupe de NGC 1023
NGC 925 fait partie du groupe de NGC 1023 situé dans le superamas de la Vierge qui est aussi appelé Superamas local. Ce groupe comprend entre autres les galaxies NGC 891, NGC 949, NGC 959, NGC 1003, NGC 1023, NGC 1058 et IC 239.

## Galerie

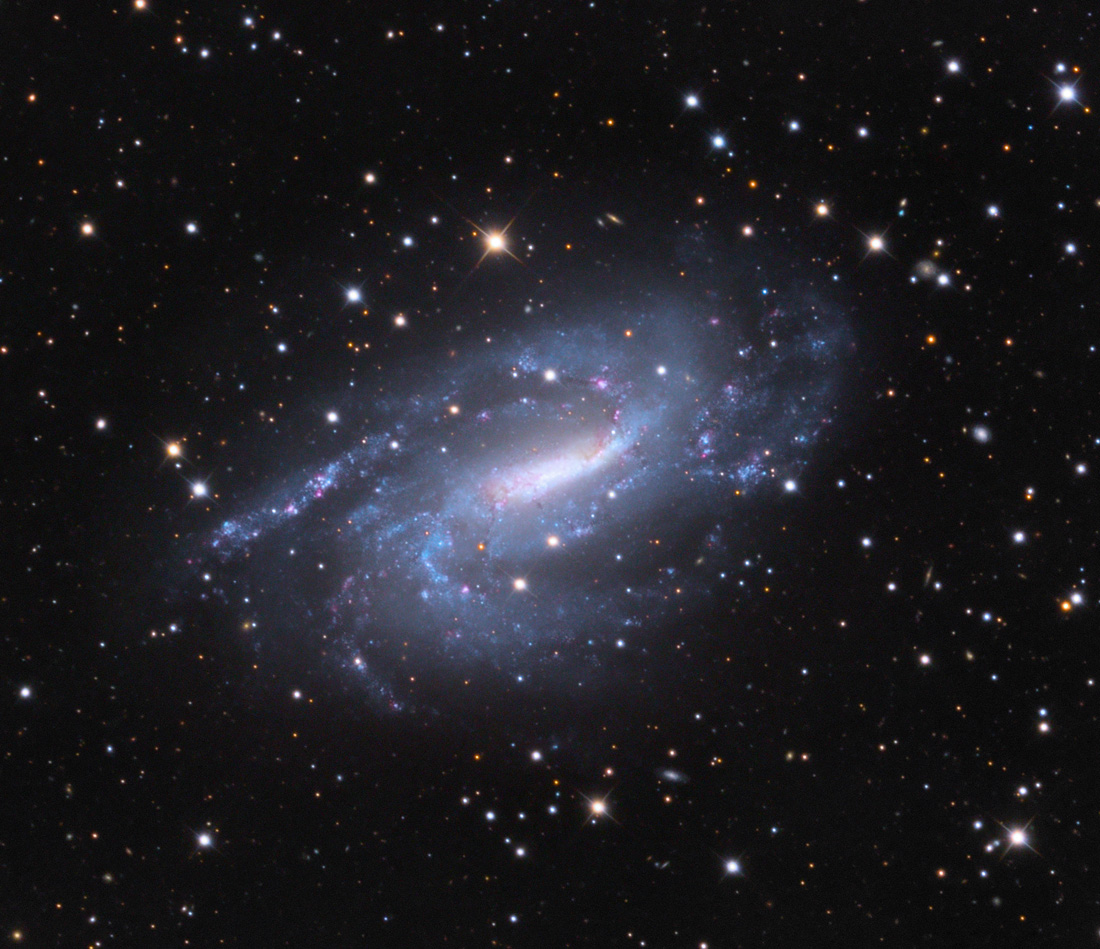
NGC 925 captée par le télescope Schulman. (Adam Block/Mount Lemmon SkyCenter/University of Arizona)
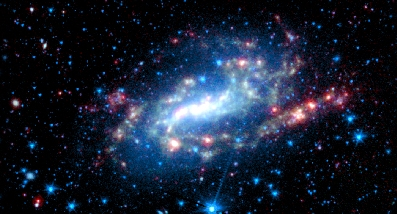
NGC 925 dans le domaine de l'infrarouge. (Spitzer, NASA/JPL-Caltech/K. Gordon (Space Telescope Science Institute) and SINGS Team)
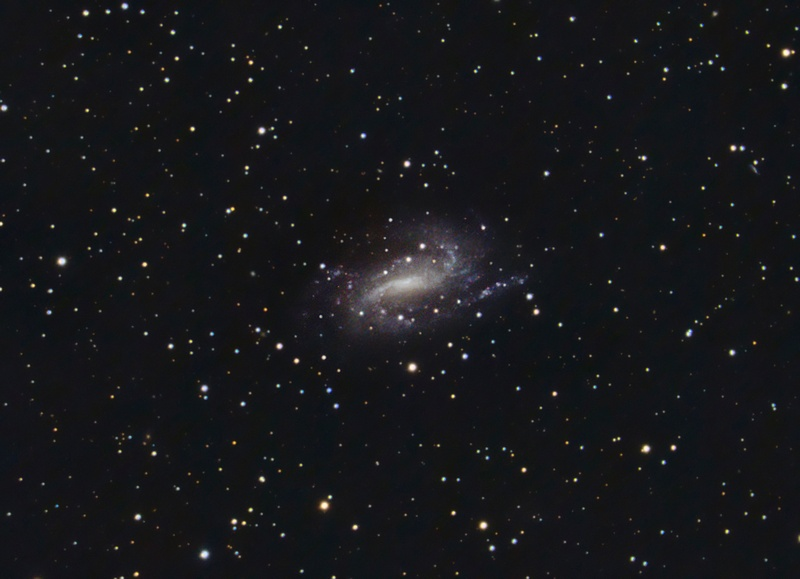
NGC 925.